# Lake-Pedder-Regenwurm
Der Lake-Pedder-Regenwurm (Hypolimnus pedderensis) war die einzige Art der Gattung Hypolimnus aus der Familie Megascolecidae. Die Art war nur am Ufer des Lake Pedder, Tasmanien, heimisch und wurde, in den 1970er Jahren, durch den Bau eines Staudamms ausgerottet.

## Merkmale
Der Körper des Holotyps ist 50 Millimeter lang und 1,5 Millimeter breit, er wird zum Hinterende hin schmaler. Er zählt 129 Segmente. Das Vorderende und die Dorsalseite sind braun gefärbt. Das Clitellum reicht von der Mitte des dreizehnten bis zum siebzehnten Segment, die paarigen weiblichen Geschlechtsporen sitzen auf 14, die männlichen auf kleinen Erhebungen auf 18; es ist ein Paar umgewandelte Begattungsborsten (Penes) vorhanden. Dorsalporen fehlen am Vorderkörper, sie sind im Mittelabschnitt (etwa ab Segment 35) vorhanden. Pro Segment sind am Vorderkörper 10 bis 12 Setae vorhanden, ihre Zahl nimmt nach hinten hin auf 24, durch Extra-Setaepaare caudal insgesamt bis 28, zu, diese stehen in regelmäßigen Reihen. In den Segmenten 5, 6 und Teile von 7 ist ein Muskelmagen erkennbar (Gattungsmerkmal).

## Taxonomie
Diese Art wurde zuerst als Perionychella pedderensis 1974 von Jamieson beschrieben und 1996 von Blakemore in die Gattung Hypolimnus verschoben. Ihre Gattungszugehörigkeit ist umstritten und war lange Zeit unklar, wodurch es viele wissenschaftliche Synonyme gibt: Diporochaeta pedderensis Jamieson, Perionychella pedderensis Dyne, Atlantodrilus pedderensis Blakemore. 

## Biologie und Lebensweise
Da diese Art nur vom Holotypus, gefunden 1971 am Strand des Lake Pedder auf der Insel Tasmanien, bekannt ist, sind Lebensweise und Fortpflanzung nicht bekannt. Die Art lebte im wassergefüllten Lückensystem (Interstitial, Psammal) des lockeren Sandstrands des ursprünglichen Lake Pedder, an der Einmündung des Bachs Marina Creek. Verwandte Arten werden im schwer zugänglichen Einzugsgebiet des Bachs vermutet, eine relativ ähnliche, noch unbeschriebene Art (in die Gattung Perionychella, Untergattung Vesiculodrilus gestellt) wurde dort gefunden.

## Ausrottung
Als der See ab 1972 durch drei Dämme aufgestaut wurde, verschwanden auch die Sandstrände des ursprünglichen Lake Pedder, welche der Lebensraum des Lake-Pedder-Regenwurms waren. Obwohl der IUCN 1996 eine Expedition durchführte, konnte kein einziges Exemplar der Art mehr nachgewiesen werden, so dass sie seitdem offiziell als in der Kategorie Extinct (ausgestorben) gelistet wird.